# Pota (Einheit)
Pota war ein portugiesisches Volumenmaß.
- 1 Pota = 8,37 Liter